# Princeps

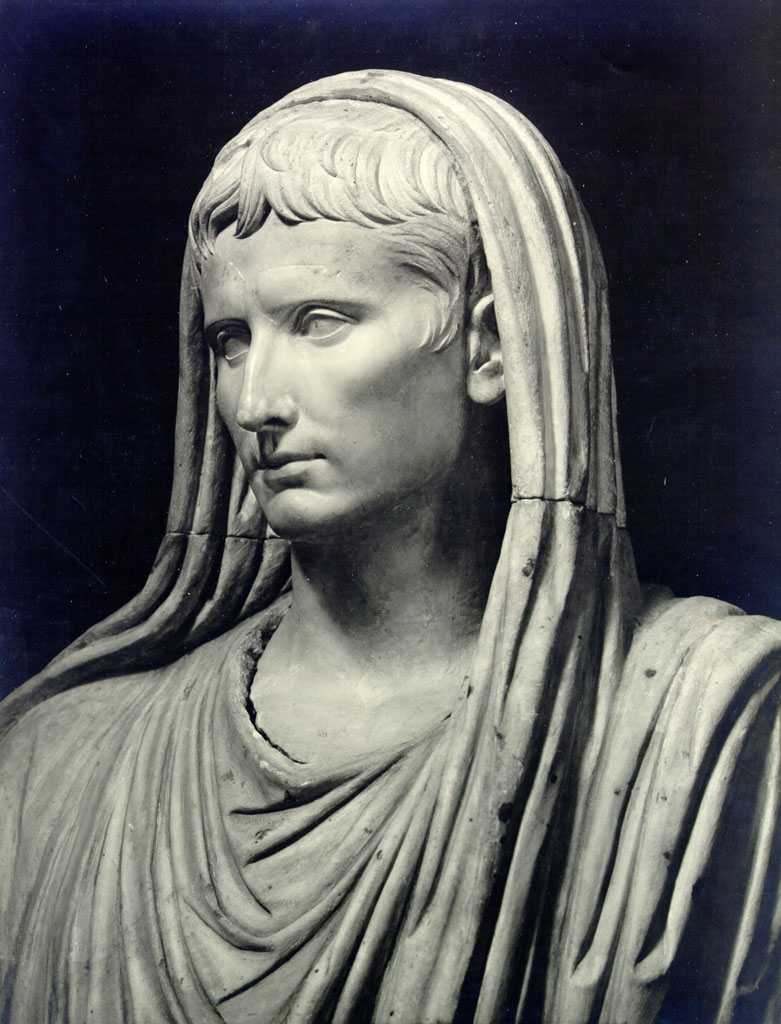
Augusto fue el primer emperador en usar el título princeps.

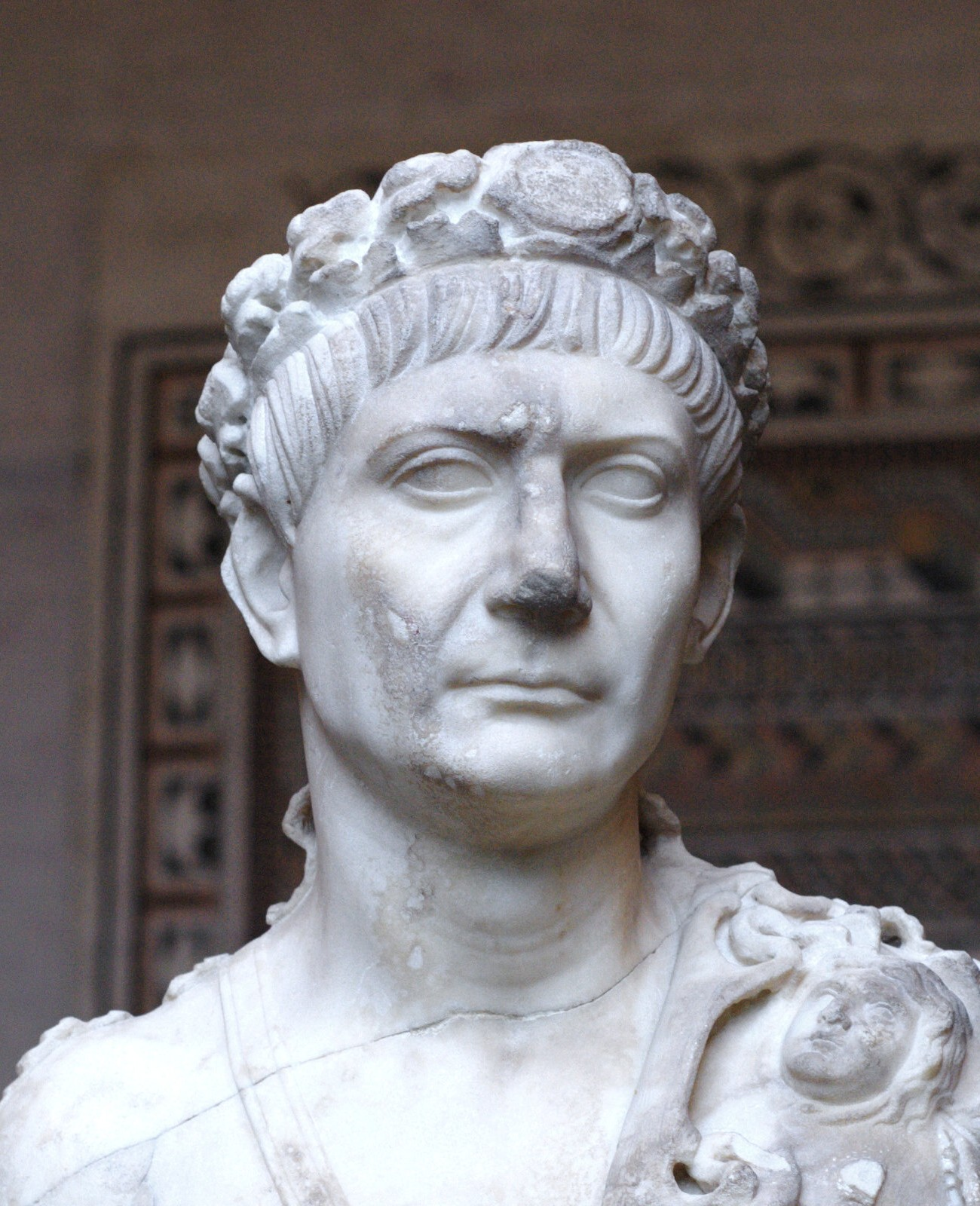
El Senado concedió el título de Optimus Princeps («el mejor de los primeros ciudadanos») a Trajano.

Princeps (plural: principes) es una palabra latina que traducida al español significa «primer ciudadano». Fue un título utilizado de manera no oficial por los emperadores romanos, empezando con Augusto. El título de Princeps intentaba conservar la esencia de la idea republicana, en la cual se originó. 
Su uso continuó hasta el mandato de Diocleciano, quien prefirió el término dominus, el cual significa «maestro» o «señor». Es debido a esto que el período de la historia romana que empieza con el ascenso de Augusto y termina con la de Diocleciano es conocido como el «principado», mientras que el período siguiente es el «dominado». 
El título nobiliario de príncipe, el cual surgió en la Edad Media, deriva de princeps. 

## Etimología
El significado literal de princeps es «el que toma primero», de primus («primero») y ceps, que deriva de la raíz latina capere («tomar»).
También es la raíz latina del término príncipe.

## Administración romana
También se le conoce como Princeps officii a los jefes de los officium.

## Militar
(unidad de infantería pesada romana)
- Princeps ordinarius vexillationis: centurión al comando de un vexillatio.
- Princeps peregrinorum ("comandante de los extranjeros"): centurión a cargo de las tropas "castra peregrina" (no-itálicas).
- Princeps prior: centurión comandante de un manipulus (dos centurias) de principes.
- Princeps posterior: diputado del Princeps prior .
- Princeps praetorii: centurión comandante de la base militar o fuerte.

Princeps también fue utilizado como título para otros cargos militares, como los Decurio princeps.